# György Dózsa

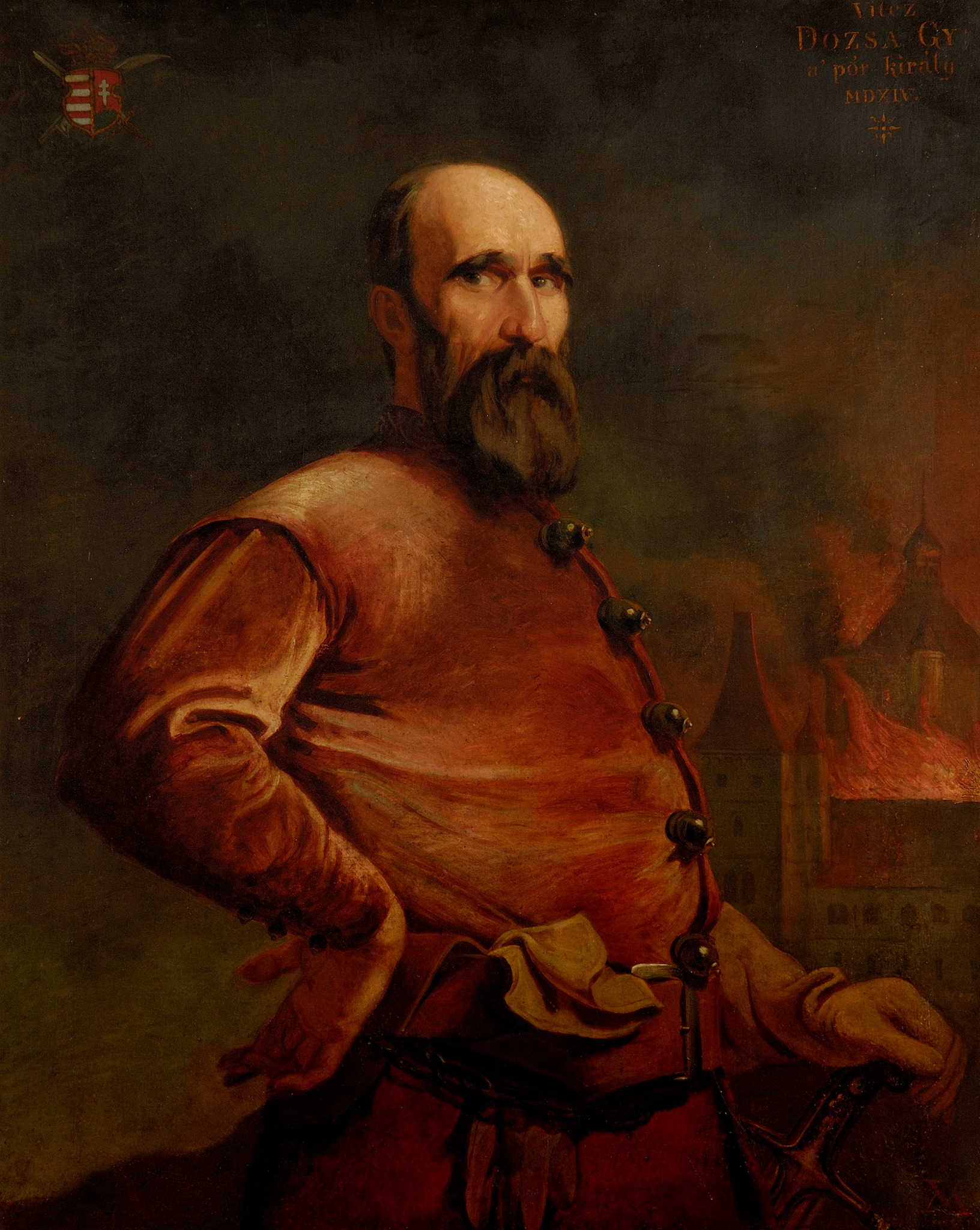
György Dózsa på en anakronistisk målning från 1913.

György Dózsa eller György Székely, död 1514 var en ungersk upprorsman.
Sedan Dózsa med utmärkelse deltagit i kriget mot turkarna, utsågs han av ärkebiskop Tamás Bakócz att leda ett korståg mot dessa och samlade på kort tid stora skaror bland de ungerska bönderna. Inom kort vände dessa sig mot godsägarna och istället för korståg blev det ett bondeuppror, som Dózsa inte kunde behärska. Till en början hade hans trupper stora framgångar, herresäten brändes och adelsmännen dödades. Först efter stora ansträngningar och med utländsk hjälp lyckades Johan Zápolya och Stefan Báthory vinna överhanden över de upproriska. Dózsa tillfångatogs och torterades till döds. 